# غوردون نوتال
غوردون نوتال (بالإنجليزية: Gordon Nuttall)‏ هو سياسي أسترالي، ولد في 13 يونيو 1953 في بريزبان في أستراليا. حزبياً، نشط في حزب العمال الأسترالي. وقد انتخب عضو المجلس التشريعي ولاية كوينزلاند.